# NGC 6261
NGC 6261 (другие обозначения — UGC 10617, MCG 5-40-6, ZWG 169.13, NPM1G +28.0390, PGC 59286) — галактика в созвездии Геркулес.
Этот объект входит в число перечисленных в оригинальной редакции «Нового общего каталога».
В галактике вспыхнула сверхновая SN 2007hu типа Ia, её пиковая видимая звездная величина составила 17,7.
В галактике вспыхнула сверхновая SN 2008dt типа Ia, её пиковая видимая звездная величина составила 17,2.